# Barnabitská komise
Barnabitská komise byla rehabilitační komise vytvořená předsednictvem ÚV KSČ za účelem přešetření procesu s tzv. slovenskými buržoazními nacionalisty. Komise byla ustanovená rozhodnutím z 26. června 1963 na podnět předsednictva ÚV KSS. Její činnost trvala až do konce roku 1963. Název komise dostala podle místa jednání jejích členů - bývalého kláštera barnabitů na Hradčanech. V čele komise stál Jozef Lenárt, který otázku buržoazních nacionalistů řešil už i v rámci Kolderovy komise. Na podzim 1963 se ukázalo, že komise se zřejmě odchýlí od závěrů předchozích komisí. Z vícerých důvodů v tomto období svůj zenit prožíval i premiér Viliam Široký, který se též podílel na procesech proti tzv. buržoazním nacionalistům. Prezident a stranický vůdce Antonín Novotný Širokého odmítl pro jeho přečiny podržet, což vedlo ke vzniku nové vlády. Do jejího čela se postavil Lenárt, jehož místo člena a předsedy v komisi proto převzal Vladimír Koucký.
Komise se skládala z vícerých pracovníků, zúčastnil se i historik Karel Kaplan. Jednotliví pracovníci byli zařazeni a rozebírali působení odsouzených podle časových úseků – před druhou světovou válkou, v průběhu války, před únorem 1948 a po něm. Na podzim 1963 se ukázalo, že komise se zřejmě odchýlí od závěrů předchozích komisí a odsouzené rehabilituje.  Novotný, který měl obavy ze směřování komise a z možného mocenského vzestupu Gustáva Husáka, do komise dosadil Bohuslava Laštovičku a Michala Sabolčíka, od kterých podle Kaplana pravděpodobně očekával zvrácení směřování komise, což se jim však nepodařilo. Závěry komise byly projednány 18. a 19. prosince 1963 na zasedání ÚV KSČ, které schválilo rezoluci O přezkoumání kritiky buržoazního nacionalismu vznesené na IX. sjezdu KSS. To vedlo k rehabilitaci odsouzených (a mezitím právně amnestovaných) slovenských komunistů, mezi nimi hlavně Husáka, ale i Ladislava Novomeského, Karola Šmidkeho, Vladimíra Clementise a dalších.